# Lourenço José Maria Boaventura de Almada Cirne Peixoto
Lourenço José Maria Boaventura de Almada Cyrne Peixoto (ou Cirne Peixoto) ou Lourenço José Maria de Almada Abreu Pereira Cirne (Lisboa, 5 de Dezembro de 1818 — Lisboa, 7 de Setembro de 1874. Sucedeu a Casa de seu pai em 5 de Abril de 1834 mas apenas recebeu oficialmente o título de 3.º conde de Almada, por Decreto de 20 de Setembro de 1841 até à data da sua morte.

## Biografia
Era tido, na altura, na corte real portuguesa e entre a nobreza tradicional, como o 15.º conde de Avranches em França (Abranches em Portugal).
Exerceu o cargo de mestre-sala da Casa Real (o último e 7.º na sua família directa, por varonia, hereditário durante seis gerações) e, nessa qualidade, no Palácio de Queluz, ainda muito jovem, com apenas 5 anos de idade teve a honra de substituir seu pai, pela sua impossibilidade, a quando uma visita oficial dos Infantes de Espanha.
Foi capitão-mor de Vila Nova de Lanheses e, como Comendador da Ordem de Cristo, foi alcaide-mor e comendador de Proença-a-Velha.
Após a instalação do liberalismo e da carta constitucional que orientava o governo, seguindo-se a criação de partidos políticos nessa linha de actuação, em 1849, é criado o Partido Realista para defender o tradicionalismo que tinha capitulado na Convenção de Évora Monte, estando indigitado D. Lourenço para seu presidente e para secretário António Pereira da Silva Bezerra Fagundes.
E em simultâneo, é organizada uma sociedade secreta complementar - designada Ordem de São Miguel da Ala, estando ele, o conde de Almada, aí incluído nas suas primeiras fileiras.
Apesar de ter direito a tomar assento na Câmara dos Pares do Reino, como sucessor de seu pai, não se aproveitou desta faculdade por oposição ao Governo, depois do decreto com força de lei de 23 de Maio de 1851. Devido às suas fortes convicções miguelistas e antiliberais, pelas quais sempre batalhou, não o fez. Chegou a estar preso no Castelo de Viana do Lima por as defender. Possivelmente por ter ingressado no Corpo de Voluntários Realistas, de Viana do Castelo, de que há conhecimento de ter continuado a luta de guerrilha mesmo depois da Convenção de Évoramonte e de acabar a guerra civil, com D. Miguel já refugiado no estrangeiro.
O que aconteceu é que o «desafortunado» D. Miguel e o seu governo no exílio, que nunca abdicou dos seus direitos, de Bronnbach, lhe enviaram a Comenda de Torre e Espada.
Era igualmente senhor dos Lagares d´El-Rei, de Pombalinho, e da referida Lanheses no seu Paço de Lanheses, onde tinha metade do padroado da igreja paroquial, de Santa Leocádia, da mesma freguesia.
Era igualmente proprietário do hoje chamado Palácio da Independência, no Rossio, o qual cedeu as instalações para serem a sede da Comissão Central 1.º de Dezembro de 1640, do qual foi membro da primeira hora logo em 1861, movimento patriótico que se tinha formado contra o iberismo.

## Dados genealógicos
Lourenço José Maria Boaventura de Almada Cirne Peixoto, nasceu em Lisboa a 5 de Dezembro de 1818, e faleceu na mesma cidade a 7 de Setembro de 1874. Aí foi também baptizado no dia 8 de Dezembro do mesmo ano, no oratório do Palácio Almada, na freguesia de Santa Justa (Lisboa), e teve como padrinho Salvador Correia de Sá e a madrinha Nossa Senhora da Penha de França.
Filho de:
- Antão José Maria de Almada (1801-1834), 2º conde Almada, 14.º representante de conde de Avranches em França  e Abranches em Portugal, 5.º mestre-sala, senhor de Lagares de El-Rei, e de Pombalinho, alcaide e comendador de Proença-a-Velha que casou em 28 de Novembro de 1801 com Maria Francisca de Abreu Pereira Cirne Peixoto, senhora do Vila Nova de Lanheses.

Casado, em 26 de Setembro de 1844, com:
- Maria Rita Machado de Castelo-Branco Mendonça e Vasconcelos[16] (23 de Setembro de 1824,[17] em Lisboa, e falecida viúva a 10 de Fevereiro de 1897.[18]), filha de D. José Maria Rita de Castelo Branco, 1º conde da Figueira e de D. Maria Amália Machado Eça Castro e Vasconcelos Magalhães Orosco e Ribera.

Teve:
- Antão José Maria de Almada, nasc. a 19 de Julho de 1845 e m. a 3 de Maio do 1863.[17]
- José Maria de Almada, nasc. a 14 de Agosto de 1846[17] que era demente,[19] e m. a 1 de Abril de 1909, que foi sucessor[20] e herdeiro à morte de seu pai, mas, este ficou a cargo de seu irmão Miguel, seu tutor e administrador dos seus bens.[21]
- Maria Amália das Necessidades de Almada Pereira Cirne Peixoto nascida a 18 de Outubro de 1847 e casada na freguesia de Arroios a 19 de Outubro de 1869 com seu primo co-irmão Sebastião Maria do Carmo Filomena Pereira da Cunha e Castro Lobo (n. 9 de Fevereiro de 1850 e m. 16 de Setembro de 1896[22]), senhor da Torre da Cunha,[23] fidalgo-cavaleiro da Casa Real, deputado da Nação, poeta, morador no palácio e castelo de Portuzelo na freguesia de Santa Marta de Portuzelo e 11.º senhor da Casa Grande em Paredes de Coura,[24] filho de António Pereira da Cunha e Castro, Fidalgo da Casa Real (Alvará de 4 de Fevereiro de 1825), e herdeiro da Casa da Torre da Cunha, em Coura, e de sua mulher D. Maria Ana Machado de Castelo Branco, 3.ª filha dos 1.°s Condes da Figueira.[17] Morreu em 3 de Março de 1881, com geração.[25]
- Maria Francisca de Almada, nasc. a 17 de Novembro de 1848[17] e m. 12[20] ou a 13 de Janeiro de 1924.[23]
- Maria Rita de Almada, nasc. a 23[23] ou 28 de Outubro de 1853 e m. a 26 de Setembro de 1872.[17]
- Miguel Vaz de Almada, sucessor de seu irmão José[23], nasc. a 27 de Junho de 1859[11] e m. a 15 de Dezembro de 1916.[20] Casado em 27 de Julho de 1859 com D. Leocádia Silvana de Sant' Ana e Vasconcelos (9 de Dezembro de 1855 - 17 de Dezembro de 1925[23]), filha de João de Sant' Ana e Vasconcelos Moniz de Bettencourt e de D. Silvana Cândida de Freitas Branco. Sem geração.
- Maria José de Almada, nasc. a 18[17] ou 19 de Fevereiro de 1862 e m. a 24 de Agosto de 1865.[23]
- Luís Vaz de Almada, nasc. a 4 de Abril de 1863,[17] falecido a 24[23] ou a 29 de Setembro de 1919[26] e casado, a 30 de Maio de 1894, com D. Maria José dos Anjos de Almeida Correia de Sá, nascida a 14 de Maio de 1871 em Lisboa, e falecida a 28 de Abril de 1964,[27] filha de José Correia de Sá e Benevides Velasco da Camara e de D. Eugénia de Jesus Maria de Todos os Santos de Almeida Soares Portugal de Alarcão Ataíde e Meneses herdeira dos títulos de marquesa de Lavradio e condessa de Avintes.[28] Tiveram:
  - D. Eugénia,[29] nascida a 13 de Abril de 1895 e falecida a 26 de Maio do mesmo ano.[30]
  - D. Maria Rita, n. 13 de Abril de 1895 (gémea da anterior[31]) e falecida a 6 de Janeiro de 1973 na freguesia da Sé, em Lisboa, que casou, no Paço de Lanheses, em 8 de Julho de 1927, com seu primo co-irmão João de Abreu Castelo Branco Cardoso e Melo, 4º conde de Fornos de Algodres.[28] Sem geração.[32]
  - D. Lourenço de Jesus Maria José Vaz de Almada (14 de Dezembro de 1897 - 7 de Março de 1978), engenheiro civil e vereador da C. M. de Lisboa, que casou em 15[33] ou em 25 de Novembro de 1920, na Quinta Fonte do Anjo, nos Olivais, em Lisboa, com D. Helena Luísa da Câmara Viterbo, n. 21 de Junho de 1897, em Lisboa, filha do Dr. Fiel da Fonseca Viterbo e de sua mulher D. Maria José Gonçalves Zarco da Cãmara, filha de José Maria Gonçalves Zarco da Camara, 9.º conde da Ribeira Grande e Maria Helena de Castro e Lemos Magalhães e Menezes. Com geração[28] Morador na Quinta dos Lagares de El-Rei, em Lisboa.[32]
  - D. Eugénia, m. m,[28] nascida a 11 de Novembro de 1899.[30]
  - D. José Maria, n. 31 de Maio de 1901 em Lisboa, bacharel formado em Direito,[28] presidente do Conselho de Nobreza, casado a 16 de Junho de 1938 em Lisboa com D. Maria Luísa Lavin Luz Coruche, n. em Lisboa a 22 de Outubro de 1905, filha dos 2ºs viscondes de Coruche, e com uma filha. Dividindo a sua mora da entre Lisboa e Cascais.[32]
  - D. Antão José Maria, m. m,[28] (31 de Dezembro de 1902[30] - 24 de Maio de 1908[34]).
  - D. Maria Ana, n. 5 de Outubro de 1904.[28]
  - D. Maria Rosa, n. 12 de Janeiro de 1906 e m. a 9 de Agosto de 1925.[28]
  - D. Luís José Maria do Sagrado Coração, n. a 6 de Junho de 1907, na freguesia de S. Vicente em Lisboa e m. 10 de Junho de 1966 na freg. dos Prazeres em Lisboa, engenheiro agrónomo,[28] casado em 2 de Agosto de 1931, na freg do Beato em Lisboa, com D. Maria José da Cunha de Mendonça e Meneses, n. a 28 de Agosto de 1906, filha do 3º marquês de Olhão. Com geração.[32][35]
  - D. Álvaro, n. a 20 de Março de 1909 e m. 25 de Agosto de 1925,[28] afogado no rio Lima, em Lanheses.
  - D. Salvador, n. a 25 de Maio de 1911[28] n. 27 de Maio de 1911, em Cascais, casado em Lisboa com D. Maria na Castilho dos Santos Silva, filha do Dr. Francisco Xavier dos Santos Silva e de Júlia de Castilho e com geração.[32]
  - D. Maria Francisca,[28] nascida a 27 de Dezembro de 1912 e falecida dois dias depois.[30]
- Maria Ana de Almada, nascida a 6 de Outubro de 1865,[23] no Palácio de Santo André de seus avós, em Lisboa, e faleceu na mesma cidade em 11 de Agosto de 1900.[36]